# 공동선
공동선(common good)이란 철학, 경제학, 정치학에서 쓰이는 기술적 용어(term of art)로서, 모든 사람이나 주어진 모든 공동체 구성원을 위하여 분배되고 이익되는 것으로,   정치영역이나 공적 서비스 영역에서 시민권한, 집합적 행동, 행동실천에 의해 성취되는 것을 말한다. 철학적 교리와 다르다. 초기 개념들을 고대 그리스 철학자 아리스토텔레스와 플라톤이다.
아리스토텔레스는 오직 공동체에 의해 적절하게 도달되며, 그러면서도 모든 구성원들에 의해 개별적으로 분배가 되는 것으로 이해하고 있다.

## 도덕과 정치 사상의 역사적인 견해

### 아리스토텔레스
아리스토텔레스는 '공동 이익(common interest)'의 개념을 사용해 '올바른' 헌법은 공동이익을 따르고 '잘못된' 헌법은 통치자의 이익을 따른다고 구분하였다.  

### 토마스 아퀴나스
아퀴나스는 공동선이 법의 목적이며 정부의 목적이라고 단정하였다.

### 존 로크
로크는 인민의 평화, 안전과 공공선이 정치적 사회의 목표이며, 인민의 복지가 최상의 법이라고 규정하였다.

### 장자크 루소
루소는 그의 저서<사회계약론>에서 사회는 각 개인들이 공통의 이익을 가질 때에만 작동한다고 보았고, 모든 국가의 최종 목적은 공동선을 현실화하는 데에 있다고 주장하였다.  즉, 공동선은 반드시 정치 공동체의 '일반적 의지'에 관심을 가져야만 가능하며, 그것은 공동체의 주권자에 의해 표현될 수 있다는 것이다. 그는 일반의지가 항상 공동선에 이르게 되며, 일반의지와 전체의지와의 구분을 통해 일반의지만이 공동의 보존과 일반적 복지를 이끈다고 주장하였다.  

### 존 롤스
롤스는 그의 <정의론>에서 공동선을 ' 모든자에게 이익이 균등하게 돌아가는 어떤 일반적 조건들'로 정의하며, 자유와 평등이 잘 조화된 화해를 통해 조직이 잘 이루어진 사회의 기초 구조에 적용가능하다고 하였다.  그는 '무지의 베일'을 넘어서 원칙들을 정하는 것이 합리적일 것으로 보았다.  

### 아인 랜드
랜드는 그녀의 저서 <자본주의: 미지의 이상>에서 공동선은 정의될 수 없는 모호한 개념으로 "부족"이나 "공공"은 단순히 개인들의 모임이며 살아 있는 유기체가 될 수 없다고 보았다.  그로 인해, 도덕적 표준이라고는 없는 의미없는 개념이며, 아무도 선악을 판단 할 수 없는 무도덕한 결과를 낳게 된다고 주장하였다. 그녀는 구소련의 예를 들어 바로 이러한 공동선에 헌신한 구소련이 반세기 이상 인간 이하의 비참한 고통을 겪게 되었다고 주장하였다.  

## 같이 보기
- 이타주의
- 코먼웰스
- 영웅
- 상호주의 (경제이론)
- 오픈 소스
- 공공재
- 공익
- 사회 계약
- 사회안전망
- 공리주의
- 복지
- 복지국가